# 瑞泉寺 (鎌倉市)

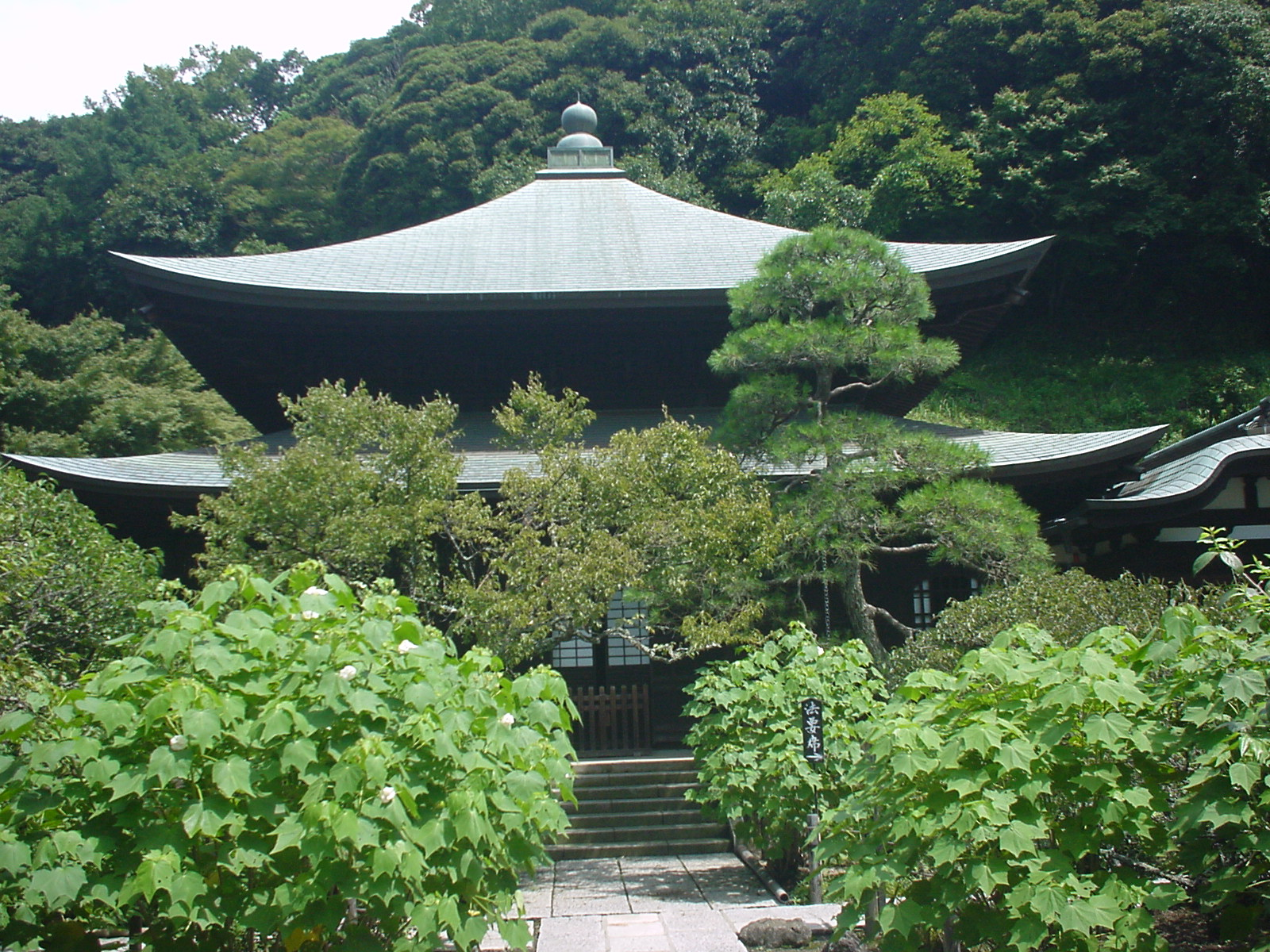
瑞泉寺本堂

瑞泉寺（日语：瑞泉寺、ずいせんじ）是位於日本神奈川縣鎌倉市二階堂的一座臨濟宗圓覺寺派的寺院，山號是錦屏山。本尊是釋迦如来。這座佛寺以紅葉著稱。瑞泉寺由鎌倉幕府幕臣二階堂道蘊創建於嘉曆2年（1327年）。

## 外部連結
- 瑞泉寺 （页面存档备份，存于）